# Ducado de Guastalla
El Ducado de Guastalla fue un antiguo estado italiano preunitario. Sumó a sus posesiones Dosolo, Luzzara y Reggiolo por el Tratado de Cherasco en 1631, el principado de Bozzolo (incluía Commessaggio, Isola Dovarese, Ostiano, Pomponesco, Rivarolo Mantuano y San Martino dall'Argine) en 1707 y el Ducado de Sabbioneta en 1710.
El Condado de Guastalla tenía como capital a la ciudad de Guastalla, en el norte de Italia. El título de conde fue creado en 1406 por Guido Torelli, cuya descendencia mantuvo la regencia del estado hasta 1539 cuando, debido a las estrecheces económicas, la familia se vio obligada a vender los propios dominios, que fueron adquiridos por Ferrante Gonzaga.
Otra rama de la familia de Guastalla, gobernó el condado de Montechiarugolo (separado del Condado de Guastalla en 1456) pasando en 1612 al Ducado de Parma.
Los descendientes de Ferrante Gonzaga mantuvieron el gobierno de Guastalla, hasta 1746, ganándose la elevación al título de duques en 1621. El último duque, Giuseppe Maria Gonzaga, murió sin herederos. Quedando el Ducado, incorporado a la Lombardía austríaca bajo el gobierno de la emperatriz María Teresa I.
Con el tratado de Aquisgrán (1748), Guastalla fue cedida al Ducado de Parma (sin sus posesiones al norte del Po, que mantuvo Austria) hasta 1847, cuando se incorporó al Ducado de Módena.

## Señores de Guastalla (1307-1428)
- Gilberto da Correggio (1307-1321)
- Simone da Correggio (1321-1346) con
  - Guido da Correggio con
  - Azzone da Correggio con
  - Giovanni da Correggio

al Ducado de Milán (1346-1403)
- Ottone Terzi (1403-1406)
- Guido Torelli (1406-1428)

## Condes de Guastalla (1428-1621)
- Guido Torelli (1428-1449)
- Cristoforo Torelli (1449-1490)
- Guido Galeotto Torelli (1460-1479) con
- Francesco Maria Torelli
- Pietro Guido II Torelli (1486-1494)
- Achille Torelli (1494-1522)
- Luisa Torelli (1552-1539)
- Ferrante I Gonzaga (1539-1557)
- Cesare I Gonzaga (1557-1575)
- Ferrante II Gonzaga (1575-1621)

## Ducado de Guastalla (1621-1859)
- Ferrante II Gonzaga (1621-1632)
- Cesare II Gonzaga (1632)
- Ferrante III Gonzaga (1632-1678)

al Ducado de Milán (bajo soberanía de la Corona Española) (1678-1693)
- Carlos Gonzaga-Nevers (1678-1692) heredero de Ferrante III
- Vincenzo Gonzaga (1693-1702)

al Reino de Francia (1702-1704)
- Vincenzo Gonzaga (1704-1714)
- Antonio Ferrante Gonzaga (1714-1729)
- Giuseppe Maria Gonzaga (1729-1734)

al Reino de Francia (1734-1738)
- Giuseppe Maria Gonzaga (1738-1746)

ocupado por lo Sacro Imperio Romano Germánico (1746-1748)
cedido definitivamente al Ducado de Parma y Plasencia (1748-1805)
- Camillo Borghese, Príncipe de Sulmona (1805-1815), duque (1806-1806) y príncipe (1806-1815) de Guastalla, marido de Paulina Bonaparte, duquesa (1806-1806) y princesa (1806-1815) de Guastalla

unido al Ducado de Parma y Plasencia (1815-1847)
unido al Ducado de Módena y Reggio (1847-1859)
- Datos: Q706596